# Alpinia biakensis
Alpinia biakensis är en enhjärtbladig växtart som beskrevs av Rosemary Margaret Smith. Alpinia biakensis ingår i släktet Alpinia och familjen Zingiberaceae. Inga underarter finns listade i Catalogue of Life.